# Куруч, Римма Дмитриевна
Римма Дмитриевна Куруч (6 мая 1938, Балово, Горьковская область — 8 июля 2019, Мурманск) — российский учёный-филолог и педагог, кандидат педагогических наук (1968), доцент (1991). Специалист в области саамских языков, преподаватель кильдинского саамского языка, один из авторов первого в мире саамско-русского словаря (1985), руководитель областной авторской группы по сохранению и развитию саамского языка. Стояла у истоков создания Ассоциации Кольских саамов (1989 — вице-президент), занималась общественной деятельностью, возглавляла Мурманское отделение Российской партии пенсионеров (до 2006).

## Биография
Родилась 6 мая 1938 года в деревне Балово Вачского района Горьковской области.
В 1961 году окончила Бельцкий государственный педагогический институт (сейчас — Бельцкий государственный университет) по специальности «Русский язык, литература и английский язык»; до 1964 года работала учителем в сельских школах Молдавии. В 1967 году окончила аспирантуру Института национальных школ АПН РСФСР и с 1968 по 1975 году работала в Черновицком государственном университете (с 1971 года — доцент).
С 1975 года проживала в Мурманске, где работала в МГПИ, Мурманском высшем инженерно-морском училище (МВИМУ), в Мурманском Секторе саамского языка Института языкознания АН СССР. С 1976 года — руководитель областной авторской группы по сохранению и развитию саамского языка; в рамках работ, проводимых этой группой, был разработан саамский алфавит (1982—1987), написаны «Правила орфографии и пунктуации саамского языка» (1995), а также разработан учебно-методический комплекс для нулевого-третьего классов саамской школы (18 пособий, 1990—1991). Участвовала в качестве редактора и одного из авторов в создании первого в мире саамско-русского словаря, в который вошли 8000 слов, 400 пословиц и поговорок, обширный справочный материал. Книга вышла в 1985 году. Руководила лабораторией по саамскому языку Арктического Центра научных исследований и экспертиз, занималась разработкой основ нормативного саамского языка.
В 2010 году награждена Координационным Советом Ассоциации коренных малочисленных народов Севера, Сибири и Дальнего Востока медалью «За верность Северу».
Общественная деятельность
На выборах в Государственную Думу РФ в 2003 году выдвигалась от партии пенсионеров по Мурманскому одномандатному округу.
Председатель совета Мурманского областного союза общественных организаций; заместитель председателя правления Координационного совета ветеранских объединений при губернаторе Мурманской области; председатель правления Мурманского областного совета ветеранов педагогического труда. С 1997 года — председатель Координационного Совета общественной организации «Мурманский областной совет общественных организаций правовой защиты и социальной помощи». С 2008 года — Председатель Совета Мурманской областной общественной организации «Дети Великой Отечественной войны». С 2012 года — Председатель Мурманского регионального отделения политической партии «Рождённые в СССР». С 2013 года — Председатель Общественного Совета при Министерстве труда и социального развития Мурманской области. Член «Организационного комитета по подготовке и проведению празднования 70-й годовщины Победы в Великой Отечественной войне 1941—1945 годов и разгрома немецко-фашистских войск в Заполярье».
До октября 2006 года была председателем Мурманского регионального отделения Российской партии пенсионеров. С 2007 года — председатель МООО «Пенсионеры Мурмана».